# Laguna de Ayarza
Laguna de Ayarza is een kratermeer in het departement Santa Rosa in Guatemala. Het meer ligt op een hoogte van ongeveer 1409 meter boven de zeespiegel. Het meer heeft een diepte van maximaal 230 meter en een oppervlakte van 14 vierkante kilometer.
Het meer is een caldera die 20.000 jaar geleden ontstond door een catastrofale eruptie die een duovulkaan vernietigde en de gehele regio bedekte onder een laag puimsteen.